# Byblis guehoi
Byblis guehoi (укр. Бібліс Гейхо) — вид однорічних хижих рослин з роду бібліс.

## Етимологія
Наазваний на честь Расса Гейхо (англ. Russ Guého), біолога, фотографа дикої природи та вчителя із Брума (Австралія), який першим знайшов цю рослину у 2004 р.

## Морфологічний опис
Однорічна трав'яниста рослина з одним або декількома стеблами 15-18 см завдовжки, 2-3,5 мм у діаметрі, що розвиваються з одиночної кореневої системи. Листя ниткоподібні, 2,5-3,3 см завдовжки, еліптичні, шириною 1 мм та товщиною 0,5 мм, звужується з основи до вершини. По всій довжині густо вкриті довгими і короткими напівпрозорими залозами. Квіти в ідеальних вологих умовах вирощування досягають 15-20 мм у діаметрі. У сухий сезон — набагато менше, до однієї третини цього розміру. Суцвіття поодинокі, прямостоячі. З пазух листя, виходять квітконіжки довші, ніж листя, 3.5-8 см завдовжки, 1-1,5 мм в діаметрі. Чашолистків — 5, зелені, ланцетні, з гострою вершиною, зовнішня поверхня залізиста, 4,5-6 мм завдовжки, 0,8-1 мм шириною біля основи.
Пелюстків — 5, з адаксіальною поверхнею, квітки рожево-лілові, зі слабким темним ліловим віялом прожилок від основи, абаксіальні поверхні білі, оберненояйцевидні, за винятком вершини, нерегулярно зазубрені і зубчасті, 9-12 мм
завдовжки, 7-12 мм шириною. Тичинок — 5, 4-6 мм довжиною. Нитки фіолетові, зібрані разом, 1,5-2 мм завдовжки, пиляки жовті з фіолетово-коричневим, 3,5-4 мм завдовжки, пилок жовтий. Капсула широко оберненояйцеподібна, стиснута трохи по її ширині, 3-4 мм завдовжки, 4-5 мм шириною, з рідкими залозами. Насіння чорні, блискучі, неправильної
форми, яйцеподібні до еліптичних, 0.7-0.8 мм довжиною, 0,5-0,6 мм в діаметрі, зубчасті з поздовжніми реберцями і дрібними поперечними перемичками.

## Ареал та екологія
Byblis guehoi знайдений тільки в одному місці поруч з Beagle Bay місією, Кімберлі, Західна Австралія, але популяції локально рясні і наразі не знаходиться під загрозою. Рослинність складається з низької трави. На відкритому піщаному ґрунті розсіяно зростають Acacia tumida, Eucalyptus tetrodonta та Corymbia bella. Ґрунт складається із суміші піску і суглинкового мулу. Ці ґрунти зазвичай мають низьку потужність затримки води, з дуже низьким вмістом поживних речовин. Місцевості біля Боббі Крик, де зростає Byblis guehoi, заболочені у вологий сезон, але зовсім сухі незабаром після цього.

## Охорона
Byblis guehoi, як й всі інші види біблісових входять до списку СІТЕС.